# Pluimveehouderij

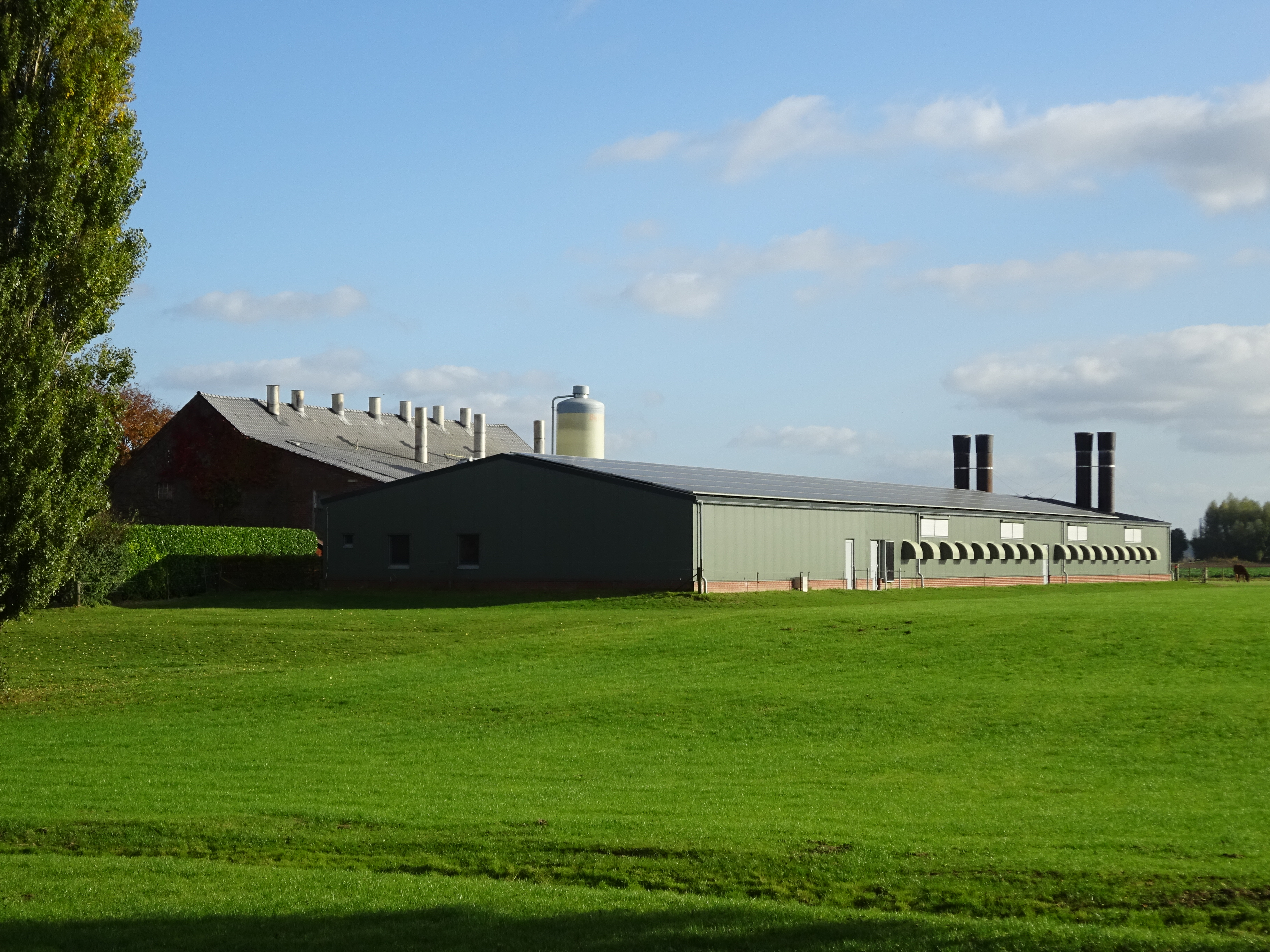
Modern eierproductiebedrijf

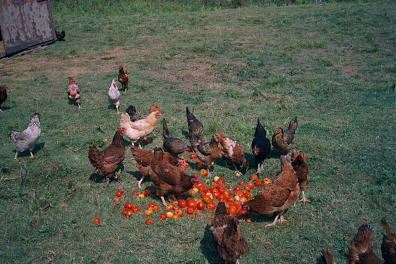
Kippen gehouden volgens biologische normen

Pluimveehouderij is de tak van veeteelt waarbij vogels gehouden worden, het zogenaamde pluimvee. De vogels worden als nutsdier gehouden voor vlees en eieren. Het staat in deze zin tegenover het houden van kippen als siervogels, de raspluimveeteelt en voor sportieve doelen, zoals hanengevechten en hanenkraaiwedstrijden.
Kippen worden zowel voor het vlees als voor de eieren gehouden. Vroeger werden de vrouwelijke dieren (hennen) gebruikt voor de eierproductie en de mannelijke dieren (hanen) werden vetgemest en geslacht.
Tegenwoordig worden er voor de commerciële pluimveehouderij speciaal dieren gefokt voor de productie van eieren en voor de productie van vlees. De kippen voor de productie van eieren heten leghennen en de dieren voor de productie van vlees heten vleeskuikens.
Kalkoenen, eenden, ganzen en parelhoenders worden gehouden voor het vlees.

## Geschiedenis
Vogels zijn vermoedelijk reeds voor 6000 v.Chr. gedomesticeerd in Zuidoost-Azië. In de tijd van het Romeinse Rijk is de pluimveehouderij doorgedrongen in Europa.

## Productiekolom
Bij de moderne pluimveehouderij zijn de werkzaamheden verdeeld over gespecialiseerde bedrijven. De opbouw van de productiekolom kan worden voorgesteld in de vorm van een piramide. Bovenaan, in de top, zijn maar enkele bedrijven welke voor vermeerdering van pluimvee zorgen (fokbedrijven, broederij). Naarmate men verder kijkt in de productiekolom (opfokbedrijven, leghennenbedrijven, vleeskuikenbedrijven), wordt de basis steeds breder en zijn er dus meer bedrijven betrokken.
De productiekolom van de legpluimveesector bestaat uit:
- fokbedrijven voor het maken van de broedeieren waaruit de leghennen komen
- broederijen waar de eieren uitgebroed worden en de kuikens uit het ei komen
- opfokbedrijven die de kuikens opfokken tot legrijpe hennen
- leghennenbedrijven waar de hennen de eieren leggen
- eierverzamelaars, eierveilingen, groothandelaren en pakstations die zorgen voor het verpakken en de distributie van de eieren.

De productiekolom van de vleespluimvee bestaat uit:
- fokbedrijven voor het maken van de ouders van de vleeskuikens
- opfokbedrijven die de ouders van de vleeskuikens opfokken
- vermeerderingsbedrijven waar de broedeieren waar de vleeskuikens uitkomen geproduceerd worden.
- broederijen waar de broedeieren uitgebroed worden en de vleeskuikens uit het ei komen
- vleeskuikenbedrijven waar de kuikens opgroeien tot slachtrijpe dieren
- slachterijen waar deze dieren geslacht worden
- pluimveevleesuitsnijderijen waar het vlees verwerkt wordt tot filet, drumsticks enz.
- groothandelaren die zorgen voor de distributie van het vlees

## Nederland
In de Nederlandse pluimveehouderij worden de volgende dieren gehouden:
- kippen
- kalkoenen
- eenden
- ganzen
- parelhoenders
- in mindere mate houdt men ook wel struisvogels.

Omvang van de verschillende sectoren in de pluimveehouderij in 2014 en 2005:
|                           | aantal 2014 | aantal 2005 | productie 2005             |
| ------------------------- | ----------- | ----------- | -------------------------- |
| Bedrijven                 | 2.180       | 3.100       |                            |
| Kippen totaal             | 103.038.000 | 92.914.000  | 414.400.500                |
| Leghennen (>18wkn)        | 34.780.000  | 30.513.000  | 9.200.000.000 stuks eieren |
| Vleeskuikens              | 47.020.000  | 44.496.000  | 550.600 ton vlees          |
| Kalkoenen                 | 793.900     | 1.245.000   | 32.200 ton vlees           |
| Eenden en overig pluimvee | 905.000     | 1.305.000   | 13.300 ton vlees           |

(bronnen: CBS en Statistisch jaarrapport Productschappen Vee, Vlees en Eieren (PVE) 2005)
De omvang van de 'alternatieve' vleeskuikenhouderij groeit. Bedrijven schakelen over op scharrelhuisvesting of een ander concept.
Een groot deel van de eieren wordt op een andere manier dan in de gangbare legbatterijen geproduceerd. De verschillende huisvestingsmethodes voor leghennen zijn (met het aantal geproduceerde eieren in 2005):
- gangbaar (5400 mln eieren)
- scharrel (2244 mln eieren)
- vrije uitloop (1447 mln eieren)
- biologisch (112 mln eieren)

### Snavelknippen

Wetgeving omtrent snavelknippen over de wereld
Landelijk verbod op snavelknippen
Regionaal verbod op snavelknippen
Snavelknippen legaal
Geen gegevens

Net als elders in de wereld voerde de Nederlandse pluimveesector halverwege de 20e eeuw het snavelknippen in onder pluimvee om te voorkomen dat ze elkaars veren zouden pikken en beschadigen of zelfs kannibalisme plegen. Het snavelknippen veroorzaakte echter veel pijn voor de vogels en werd in toenemende mate bekritiseerd als dieronvriendelijk. Nadat de meeste Scandinavische landen het snavelknippen al hadden verboden, werd er in 1996 in Nederland ook een verbod aangekondigd, maar door bezwaren uit de pluimveesector werd dit jarenlang uitgesteld. In juni 2013 bereikte de regering een akkoord met de pluimveehouders en dierenwelzijnsorganisaties om het snavelknippen uit te faseren en in 2018 te verbieden. Het verbod op snavels knippen trad uiteindelijk op 1 januari 2019 in werking.

### Imago
Om het imago van de kippensector te verbeteren begonnen de Nederlandse ondernemers in 2017 een grootschalige publiciteitscampagne. In 2018 concludeerde de Nederlandse Voedsel- en Warenautoriteit (NVWA) in een drietal rapporten dat er nog veel mis gaat in de kippenvleesketen. Onvoldoende voer en drinkwater, zweren aan de poten en verkeerd gebruik van antibiotica zouden regelmatig voorkomen in pluimveebedrijven. De instantie zal strenger gaan optreden tegen niet naleven van wetten en regels.

### Kuikensterfte
Ieder jaar worden er in Nederland 500 miljoen kuikentjes gebroed. In 2012 stierven naar schatting vijf miljoen kuikens omdat broederijen de kuikens tot 48 uur lang zonder voer en water laten zitten nadat ze uit het ei zijn gekomen. Daarnaast worden er in pluimveesector jaarlijks zo'n dertig miljoen eendagshaantjes gelijk na de geboorte gedood. Haantjes zijn economisch gezien niet aantrekkelijk; ze kunnen geen eieren leggen en doen er te lang over om het gewicht van een vleeskip te bereiken. Het duurt veertien weken voordat een haantje twee kilo weegt. De mannelijke kuikens worden op de broederij versnipperd of vergast. Dit gebeurt bij de productie van alle soorten eieren: biologische eieren, vrije-uitloopeieren, scharreleieren en legbatterij eieren.
Het doden van eendagskuikens oftewel kuikendoden is een controversieel thema. In de politiek en wetenschap worden alternatieven voortdurend geëvalueerd. De Duitse Bondslanden Hessen en Noordrijn-Westfalen hebben het stelselmatige doden van eendagskuikens verboden, een wetvoorstel voor een nationaal verbod in Duitsland is in 2015 door de Bondsraad goedgekeurd.

### Vestigingsplaatsen van pluimveehouderijen
De meeste pluimveehouderijen zijn te vinden op zandgronden. Vooral te vinden in Noord-Brabant, Limburg, Gelderland en Overijssel. De reden is dat op die van oudsher weinig vruchtbare gronden, graan verbouwd kon worden dat door het vee gegeten kon worden en de mest er goed gebruikt kon worden om de bodemvruchtbaarheid te verbeteren.
Tegenwoordig is de vestigingsplaats niet meer afhankelijk van de plaats waar voer geproduceerd en mest gebruikt kan worden. Heel veel van het voer worden geïmporteerd. De mest wordt met vrachtwagens gebracht naar waar het gebruikt kan worden. Een groot deel van de Nederlandse kippenmest gaat zo naar Moerdijk, waar verbranding plaatsvindt. Dit levert energie en mineralen op.

## Pluimveemuseum
In Barneveld bevindt zich het Nederlands Pluimveemuseum, dat geheel gewijd is aan de geschiedenis van de pluimveehouderij.